# Alberto Fernández Díaz
Alberto Fernández Díaz, né à Barcelone en 1961, est un homme politique espagnol membre du Parti populaire (PP). Il est le frère cadet de l'ancien ministre de l'Intérieur Jorge Fernández Díaz.